# آمالاسینثا

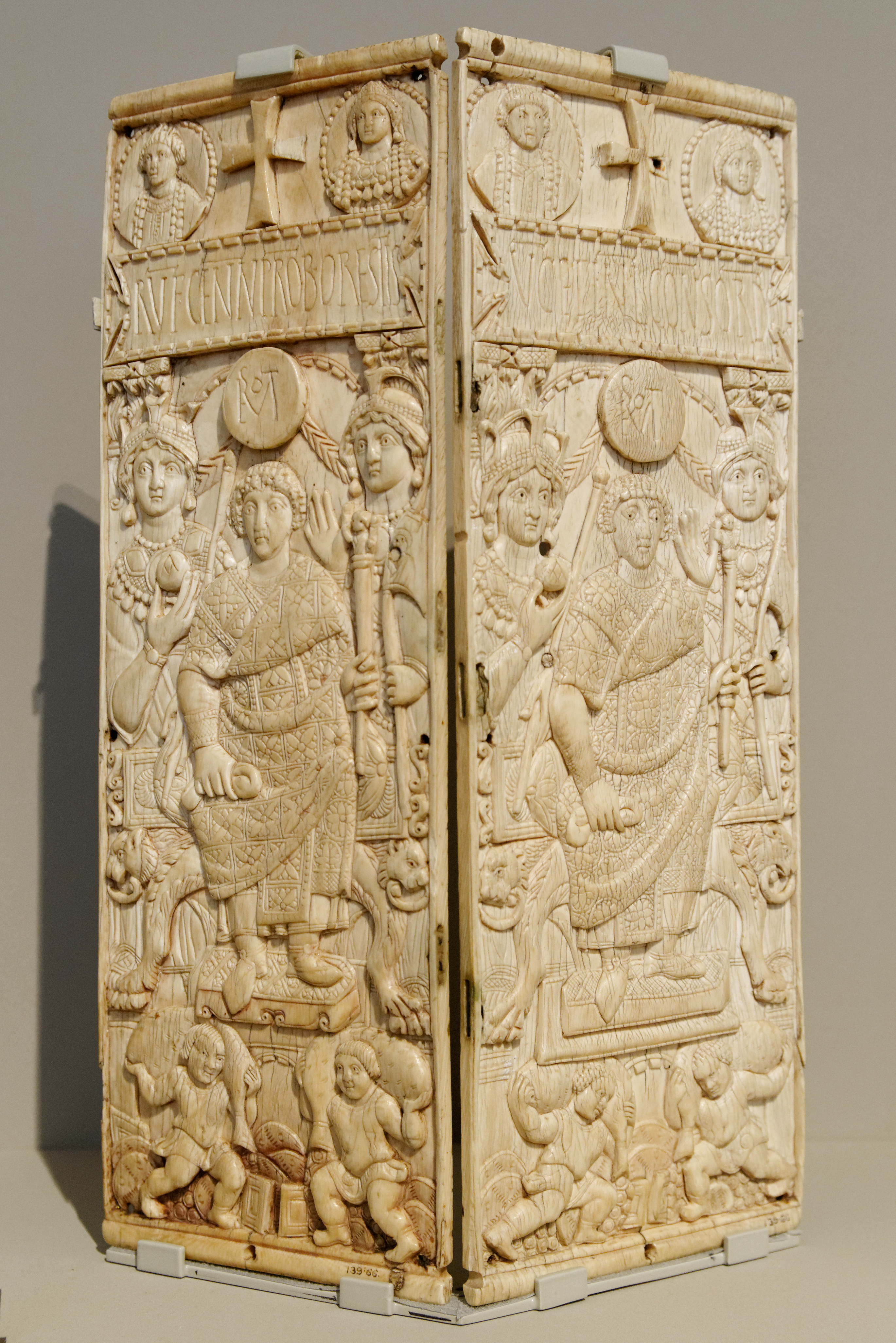
دولوحی روفیوس جنادیوس پروبوس اورستِس، موزه ویکتوریا و آلبرت. پرتره‌های آمالاسینثا و پسرش آتالاریک بالای کتیبه در کنار صلیب قرار دارند.

آمالاسینثا (انگلیسی: Amalasuintha؛ ‏ حوالی سال ۴۹۵ میلادی – ۳۰ آوریل ۵۳۵) بانوی سیاستمدار و ملکه حاکم پادشاهی استروگوت‌ها از سال ۵۲۶ تا ۵۳۵ میلادی بود. وی که در ابتدا نایب‌السلطنه پسرش آتالاریک بود پس از مرگ زودهنگام پسرش در خردسالی، ملکه حاکم قلمروی آن پادشاهی شد. آمالاسینثا تحصیلات عالیه داشت و کاسیودوروس و پروکوپیوس هردو او را به‌خاطر خِرد و توانایی‌اش در تکلم به سه زبان (یونانی، گوتیک و لاتین) تحسین کرده‌اند. موقعیت او به عنوان یک فرمانروای زن مستقل و وابستگی آشکارش به فرهنگ روم، باعث نارضایتی اشراف گوتیک در دربار او شد و او پس از شش ماه از حکومت انحصاری خلع و کشته شد. امپراتور روم شرقی ژوستینین یکم مرگ او بهانه‌ای برای جنگ و حمله به ایتالیا قرار دهد و جنگ گوت‌ها را آغاز کرد.
امروزه بیشتر دانسته‌های ما دربارهٔ این شخصیت تاریخی بر پایهٔ نامه‌های کاسیودوروس، وزیر ارشد و مشاور ادبی آمالاسینثا و تاریخ‌نگاری‌های پروکوپیوس و ژوردانس است.

## خانواده
آمالاسینثا احتمالاً در سال ۴۹۵ در راونا زاده شد و تنها فرزند تئودوریک بزرگ و همسرش آئودوفلدا، خواهر کلوویس یکم پادشاه فرانک‌ها بود. اتحاد والدین آمالاسینثا، مانند بسیاری از ازدواج‌های سلطنتی در آن زمان، هدفی سیاسی داشت. تئودوریک در سال ۴۹۳، پس از اینکه پادشاهی‌های مختلف گوتیک را شکست داد و به دنبال اتحاد با فرانک‌ها بود، با آئودوفلدا ازدواج کرد. آمالاسینثا در «خاندان آمالی» (از طرف پدری) به دنیا آمد که این سلسله از گوت‌های آلمانی‌تبار تشکیل می‌شد. مانند پدرش، آمالاسینثا به دلایل سیاسی با «یوتاریک» شاهزاده آمالی ازدواج کرد تا از وارث قانونی تاج و تخت اطمینان حاصل شود. آنها با هم دو فرزند داشتند، آتالاریک و ماتاسونتا. یوتاریک در سال ۵۲۲ درگذشت که زنگ خطر و هشداری برای تئودوریک بود، زیرا پادشاهی او فاقد یک وارث مرد بالغ برای به ارث بردن تاج و تخت بود. از آنجایی که آتالاریک پسر آمالاسینثا در زمان مرگ تئودوریک تنها ۱۰ سال داشت، آمالاسوینتا در کنار پسرش به عنوان نایب السلطنه کنترل پادشاهی را به دست گرفت و اگرچه گزارش‌های کاسیودوروس و پروکوپیوس از آتالاریک به عنوان پادشاه یاد می‌کنند، اما عملاً آمالاسینثا بود به نمایندگی از او حکمرانی کرد.

## مرگ
در حالی که آمالاسینثا توسط رقیب سلطنتی خود تئوداهاد زندانی بود، در ۳۰ آوریل ۵۳۵ هنگام حمام کردن به قتل رسید. مرگ آمالاسینثا بهانه‌ای شد برای ژوستینین یکم برای جنگ با استروگوت‌ها و تلاش برای بازپس‌گیری ایتالیا و الحاق آن به امپراتوری روم. به گفته پروکوپیوس مورخ رومی شرقی، آمالاسینثا در حوالی زمان مرگش در فکر تسلیم ایتالیا به ژوستینین یکم بود. شواهدی وجود دارد که نشان می‌دهد تئودورا، امپراتور بیزانس، توسط توطئه‌ای با تئوداهاد از طریق سفیر ژوستینین یکم، پطرس پاتریسی ترتیبی داد که آمالاسینثا را به قتل برساند. پروکوپیوس معتقد است که تئودورا، آمالاسینثا را به عنوان یک رقیب عشقی بالقوه و تهدیدی برای موقعیت خودش به عنوان فرمانروای زن می‌دید. با این حال، پژوهش‌های مدرن ادعا کرده‌اند که تئودورا از جانب ژوستینین یکم در ترتیب دادن قتل آمالاسوینتا مشارکت کرد، زیرا به او دلیل محکمه‌پسندی برای حمله به تئوداهاد می‌داد.
در سال ۵۳۶، تئوداهاد توسط ویتیگیز که به اجبار با دختر آمالاسینثا «ماتاسونتا» ازدواج کرده بود، خلع شد. سرانجام با حمایت مردم، ویتگیس تئوداهاد را به قتل رساند.

## میراث امروزی

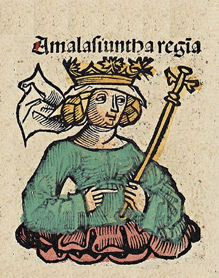
ملکه اوستروگوت‌ها – چاپ چوبی در دانشنامه مصور نورنبرگ (۱۴۹۳)

### هنر
زندگی آمالاسینثا موضوع یک تراژدی شد، نخستین نمایشنامه‌ای که کارلو گولدونی جوان آن را نوشته و در سال ۱۷۳۳ در میلان به روی صحنه برد.
شاعر رومانیایی جرج کوشبوک شعری با عنوان «رجینا اوستروگوتیلور» (ملکه استروگوت‌ها) سروده است که در آن آمالاسینثا (به عنوان آمالاسوندا) کمی قبل از کشتن او با تئوداهاد (که در شعر به عنوان تئودات ذکر شده است) صحبت می‌کند.
آنر بلکمن در سال ۱۹۶۸ نقش آمالاسینثا را در نبرد برای رم بازی کرد.

### نام‌دهی
سیارک ۶۵۰ به افتخار او «آمالاسینثا» نام نهاده شده است. رانونکولوس آمالاسینثائه نوعی آلاله در منطقهٔ پومرانی است که در نزدیکی گورستان گوت‌ها یافت می‌شود.